# Meurandeh Paya
Meurandeh Paya is een bestuurslaag in het regentschap Aceh Utara van de provincie Atjeh, Indonesië. Meurandeh Paya telt 506 inwoners (volkstelling 2010).